# Ingeborg Medschinski
Ingeborg Medschinski (frühe Schreibweise auch „Medschinsky“; * 18. März 1924 in Berlin; † 2. April 2018 ebenda) war eine deutsche Schauspielerin, Synchron-,  Hörfunksprecherin und Hörspielregisseurin. 

## Leben und Wirken
Seit Mitte der 50er Jahre gehörte sie neben Irmgard Düren, Vera Fritzsche, Hans Hildebrandt, Horst Link, Hans-Georg Thies oder Rolf Ripperger zum Kreis der wichtigsten Programm-Sprecherinnen im Hörfunk der DDR und erlangte durch ihre Doppelmoderationen mit Alfred Knop im Morgenprogramm und später durch gemeinsame Sprecherparts zusammen mit Walter Niklaus im Bereich von Hörspiel- und Literatursendungen große Bekanntheit.
Ab Ende der 1970er-Jahre war Ingeborg Medschinski beim Rundfunk der DDR auch als Hörspielregisseurin tätig. Bis 1992 war sie als Darstellerin an mehr als 400 Aufnahmen und als Regisseurin an 60 Produktionen beteiligt. Nach dieser Zeit wirkte sie darstellerisch in über 160 Produktionen bei Deutschlandradio mit.
Ingeborg Medschinski verstarb im April 2018 im Alter von 94 Jahren und die Beisetzung ihrer Urne erfolgte am 23. Mai 2018 auf dem Waldfriedhof Berlin-Müggelheim.

## Sprecherin (Auswahl)
- 1954: Die Räuber von Friedrich Schiller
- 1958: Die Schneekönigin von Hans Christian Andersen
- 1961: Irkutsker Geschichte von Alexei Nikolajewitsch Arbusow
- 1965: In einer dunklen Welt von Günter de Bruyn
- 1968: Krieg und Frieden (12 Teile) von Lew Tolstoi
- 1970: Identifizierung eines unbekannten Toten von Hans Pfeiffer
- 1971: Ein Dorf auf dieser Erde von Joachim Walther
- 1973: Der Ehevertrag nach Honoré de Balzac
- 1990: Infarkt von  Joachim Walther
- 1997: Professor van Dusen: Die Mauer muss weg von Michael Koser (Deutschlandradio Kultur)
- 2001: Mein erster Sony von Benny Barbasch (2 Teile), (Deutschlandradio Kultur)[2]
- 2012: Die letzte Instanz von Elisabeth Herrmann (Deutschlandradio Kultur)

## Hörspiel-Inszenierungen (Auswahl)
- 1963: Fummel und Bummel bei den Katzenkindern von Hanna Emuth
- 1978: Sitj, du mein geheimnisvoller Fluss von Anatoli Petuchow
- 1980: Alle Mäuse mögen Käse von Gyula Urbán
- 1981: Hochzeit vorübergehend von Lothar Walsdorf
- 1986: Träum schön, Mädel  von Iván Mándy
- 1986: Sonntags fahren wir ans Meer von Colin Finbow
- 1986: Komische Käuze von Maxim Gorki
- 1987: König Knut von Barry Collins
- 1990: Aus den Tiefen der Wasser von Andrzej Mularczyk
- 1992: Eine Wolke wie aus Zuckerwatte von Kerry Crabbe (MDR)

## Fernsehen (Auswahl)
- 1966: Krach in Chioggia, von Carlo Goldoni, Übernahme einer Inszenierung von Hans Dieter Mäde an den Städtischen Theatern Karl-Marx-Stadt, Rolle: Madonna Libera, Erstausstrahlung: 27. Februar 1966
- 1974: Spätsaison, Fernsehfilm in drei Teilen von Karl Georg Egel, Drehbuch und Regie: Edgar Kaufmann, Rolle: Direktorin, Erstausstrahlung: 26., 30. Mai sowie 2. Juni 1974

## Tonträger (Auswahl)
- 1961: Deutsch auf Sprechplatten für Ausländer, 6 Single-Platten, Niemeyer, Halle (Saale)
- 1965: Das Geschenk des Zauberers. Nach einem japanischen Märchen, Single-Schallplatte, Litera, Dt. Schallplatten, Berlin
- 1967: Phonetische Übungen, gemeinsam mit Klaus Feldmann, Tonband, 34 Minuten, 9,53 cm/s, Niemeyer, Halle (Saale)
- 1974: Russische Intonation: ein Grundkurs, Langspiel-Schallplatte, Litera, Dt. Schallplatten, Berlin / Verlag Enzyklopädie, Leipzig
- 2002: Das Fest von Coqueville von Emile Zola, Lesung zusammen mit Fred Düren, Random House Audio, MC, Neuauflage der Langspiel-Schallplatte Litera 8 60 012
- 2006: Bibi & Tina – Der Pferdegeburtstag, Folge 27, von Ulf Tiehm, KIDDINX Berlin
- 2016: Krieg und Frieden – Ein Hörspiel nach dem Roman von Lew Tolstoi, Regie: Werner Grunow, DDR-Radio-Archiv, (12er CD-Box), Laufzeit: ca. 792 Min., Icestorm Distribution GmbH